# Hoàng Đức Chính (tướng lĩnh)
Hoàng Đức Chính là một Trung tướng Công an nhân dân Việt Nam. Ông từng giữ chức vụ Phó Tổng cục trưởng Tổng cục An ninh 1, Bộ Công an.

## Sự nghiệp
Năm 2006, ông là Thiếu tướng, Phó Tổng cục trưởng Tổng cục An ninh, Thường trực Tiểu ban An ninh APEC 14.
Ngày 25 tháng 4 năm 2007, ông được Thủ tướng Chính phủ Việt Nam thăng quân hàm từ Thiếu tướng lên Trung tướng Công an nhân dân Việt Nam (Quyết định 481/QĐ-TTg) cùng 11 người khác là Trần Đại Quang, Trương Hòa Bình, Đặng Văn Hiếu, Trịnh Lương Hy, Nguyễn Xuân Xinh, Sơn Cang, Lê Văn Thành, Phạm Văn Đức, Phạm Nam Tào, Vũ Hải Triều, Nguyễn Văn Thắng. Lúc này ông đang là Phó Tổng cục trưởng Tổng cục I.
Năm 2010, ông là Trung tướng, Phó Tổng cục trưởng Tổng cục An ninh 1, Bộ Công an.
Ông là người Hải Phòng.

## Phong tặng

### Lịch sử thụ phong quân hàm
- Thiếu tướng Công an nhân dân Việt Nam
- Trung tướng Công an nhân dân Việt Nam (2007)

### Huân huy chương
- Huân chương Chiến công hạng Nhất (Quyết định 257/2007/QĐ-CTN, năm 2017, người kí là Phó chủ tịch nước Trương Mỹ Hoa)[6]
- Kỷ niệm chương "Vì sự nghiệp phát triển Đại học Quốc gia Hà Nội" (Quyết định số 5651/QĐ - CT&HSSV, ngày 17/11/2008, của Giáo sư, Tiến sĩ, Giám đốc Mai Trọng Nhuận)[7]